# Garcinia prainiana
Garcinia prainiana là một loài thực vật có hoa trong họ Bứa. Loài này được King mô tả khoa học đầu tiên năm 1890.